# Arturo Eduardo Fajardo Bustamante
Arturo Eduardo Fajardo Bustamante (Aiguá, 17 luglio 1961) è un vescovo cattolico uruguaiano, dal 15 giugno 2020 vescovo di Salto.

## Biografia
Arturo Eduardo Fajardo Bustamante è nato ad Aiguá il 17 luglio 1961 da Arturo Fajardo e Marina Bustamante de Fajardo.

### Formazione e ministero sacerdotale
Ha frequentato le elementari presso la scuola n. 9 di Aiguá e poi il liceo della stessa città e il liceo militare di Minas.
Il 16 febbraio 1981 è entrato nel seminario maggiore interdiocesano "Cristo Re" di Montevideo e ha compiuto gli studi di filosofia e teologia all'Istituto teologico "Mons. Mariano Soler" di Montevideo.
Il 6 dicembre 1987 è stato ordinato diacono dal vescovo di Minas Victor Gil Lechoza  L'8 maggio 1988 è stato ordinato presbitero per la diocesi di Minas da papa Giovanni Paolo II nella città di Florida. In seguito è stato assessore diocesano della pastorale giovanile e vocazionale, collaboratore del movimento dei Cursillos de Cristiandad e collaboratore pastorale nella parrocchia della cattedrale dell'Immacolata Concezione a Minas dal 1988 al 1990; parroco della parrocchia di San Giuseppe a Minas dal 1990 al 1992; formatore delle classi di filosofia presso il seminario maggiore interdiocesano "Cristo Re" e membro del collegio dei consultori dal 1992 al 1993; parroco della parrocchia di San Carlos Borromeo a José Pedro Varela dal 1994 al 2001; direttore spirituale del seminario interdiocesano "Cristo Re" di Montevideo dal 1998 al 2001; formatore nel medesimo dal 2001 al 2004 e infine rettore dello stesso e presidente del consiglio di amministrazione della Casa sacerdotale "Monsignor Jacinto Vera" di Montevideo dal febbraio dal 2005.

### Ministero episcopale
Il 27 giugno 2007 papa Benedetto XVI lo ha nominato vescovo di San José de Mayo. Ha ricevuto l'ordinazione episcopale l'8 settembre successivo dall'arcivescovo Januariusz Mikołaj Bolonek, nunzio apostolico in Uruguay, co-consacranti il vescovo di Salto Pablo Jaime Galimberti di Vietri e quello di Minas Francisco Domingo Barbosa Da Silveira.
Nel settembre del 2008 e nel novembre del 2017 ha compiuto la visita ad limina.
Nel maggio del 2009 è stato nominato segretario generale della Conferenza episcopale dell'Uruguay. Nel novembre del 2009 è stato eletto presidente del Dipartimento per le vocazioni e i ministeri e della commissione nazionale del ministero per la gioventù. Nell'ambito di questa commissione è stato incaricato di organizzare la XXXIV Giornata Nazionale della Gioventù Cattolica che si è tenuta il 1º e il 2 settembre 2012 a Maldonado e Punta del Este. Il 1º aprile 2013 è stato eletto vicepresidente della Conferenza episcopale, presidente della commissione per il ministero della gioventù, membro della commissione per il seminario interdiocesano e responsabile dell'amministrazione. Nel 2016 è stato rieletto vicepresidente della Conferenza episcopale e membro del consiglio permanente ed eletto presidente della commissione per l'ecumenismo e il dialogo interreligioso. Nel novembre del 2018 l'assemblea plenaria della Conferenza episcopale lo ha eletto presidente della stessa e lo ha confermato presidente della commissione per l'ecumenismo e il dialogo interreligioso. È entrato in carica il 1º aprile 2019. Ha concluso il suo mandato il 4 aprile 2025.
Il 15 giugno 2020 papa Francesco lo ha nominato vescovo di Salto. Ha preso possesso canonico della diocesi il successivo 15 agosto, solennità dell'Assunzione di Maria.

## Genealogia episcopale
La genealogia episcopale è:
- Cardinale Scipione Rebiba
- Cardinale Giulio Antonio Santori
- Cardinale Girolamo Bernerio, O.P.
- Arcivescovo Galeazzo Sanvitale
- Cardinale Ludovico Ludovisi
- Cardinale Luigi Caetani
- Cardinale Ulderico Carpegna
- Cardinale Paluzzo Paluzzi Altieri degli Albertoni
- Papa Benedetto XIII
- Papa Benedetto XIV
- Papa Clemente XIII
- Cardinale Enrico Benedetto Stuart
- Papa Leone XII
- Cardinale Chiarissimo Falconieri Mellini
- Cardinale Camillo Di Pietro
- Cardinale Mieczysław Halka Ledóchowski
- Cardinale Jan Maurycy Paweł Puzyna de Kosielsko
- Arcivescovo Józef Bilczewski
- Arcivescovo Bolesław Twardowski
- Arcivescovo Eugeniusz Baziak
- Papa Giovanni Paolo II
- Arcivescovo Januariusz Mikołaj Bolonek
- Vescovo Arturo Eduardo Fajardo Bustamante